# بیا درباره زن‌ها حرف بزنیم
بیا دربارهٔ زن‌ها حرف بزنیم (به ایتالیایی: Se permettete parliamo di donne) فیلمی ایتالیایی در سبک کمدی به کارگردانی اتوره اسکولا محصول ۱۹۶۴ است. این فیلم نخستین کارگردانی اتوره اسکولا است. فیلم شامل ۹ بخش است و در همهٔ آن‌ها ویتوریو گاسمن بازی کرده‌است.

## بازیگران
- ویتوریو گاسمن
- سیلوا کوشچینا
- آنتونلا لوالدی
- والتر کیاری
- جووانا رالی
- Jeanne Valérie
- لئونورا روسی دراگو
- ماریا فیوره
- آتیلیو دوتزیو
- ادا فرونائو
- Olga Romanelli
- ماریو برگا
- جیجی پرویتی
- لوچیا مودونیو